# Ben-Gurion National Solar Energy Center

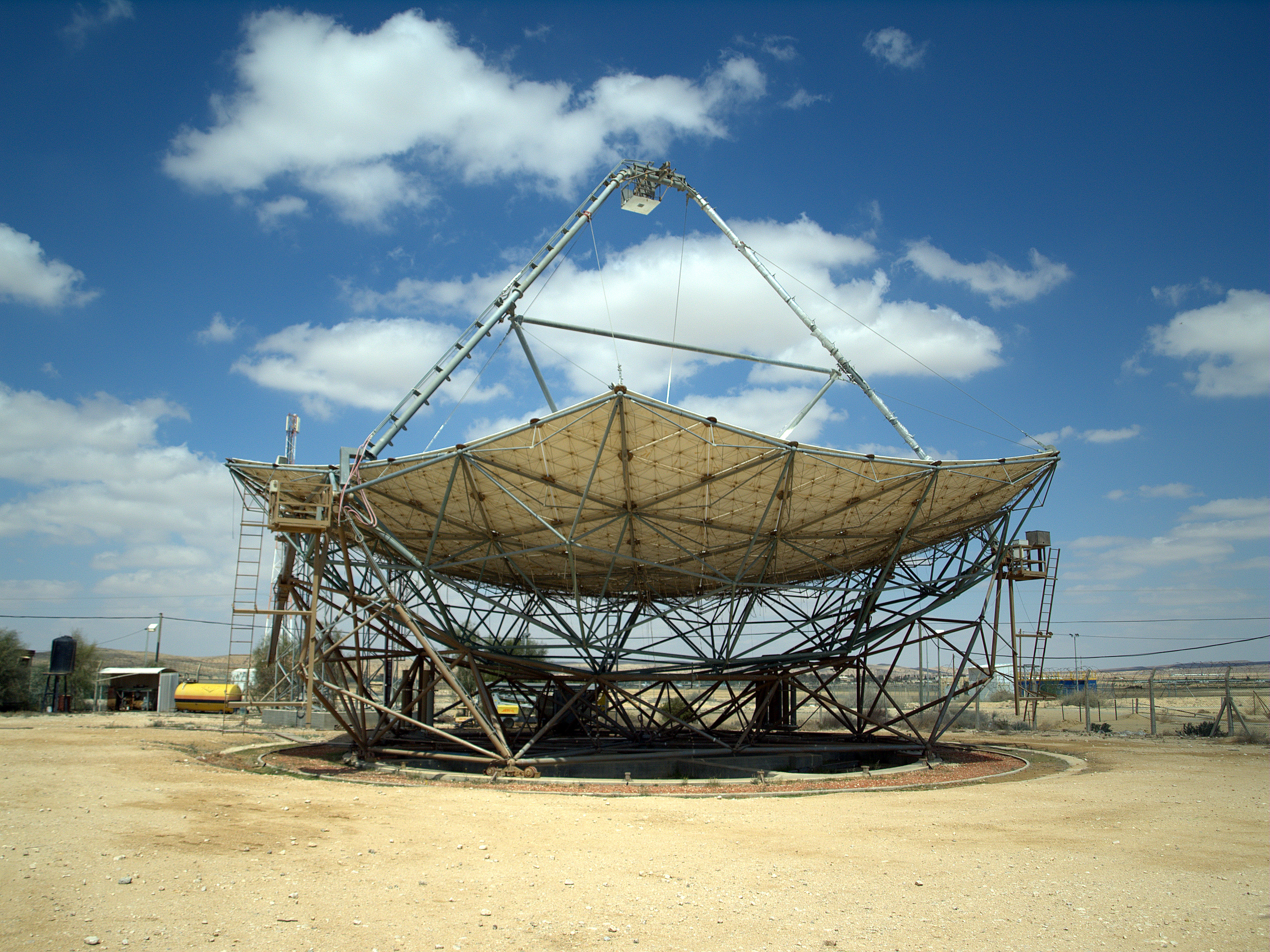
Weltgrößter Solar-Parabolspiegel im Ben-Gurion National Solar Energy Center in der Wüste Negev

Das Ben-Gurion National Solar Energy Center (hebräisch הַמֶּרְכָּז הַלְּאֻמִּי לְאֵנֶרְגְּיַת הַשֶּׁמֶשׁ עַל שֵׁם דָּוִד בֶּן־גּוּרְיוֹן HaMerkaz haLəʾummī ləʾEnergjat haSchemesch ʿal Schem David Ben-Gūrjōn, deutsch ‚Das Nationale Zentrum für Energie der Sonne auf Namen David Ben-Gurions‘) der Midreschet Ben-Gurion ist ein Energieforschungsinstitut in Israel in Sde Boqer in der Wüste Negev. Es wurde im Jahr 1987 eröffnet. Der Direktor ist David Faiman.